# ОШ Жарко Зрењанин Уча Радовница
ОШ „Жарко Зрењанин Уча” у Радовници, једна је од установа основног образовања на територији општине Трговиште.